# Garnison

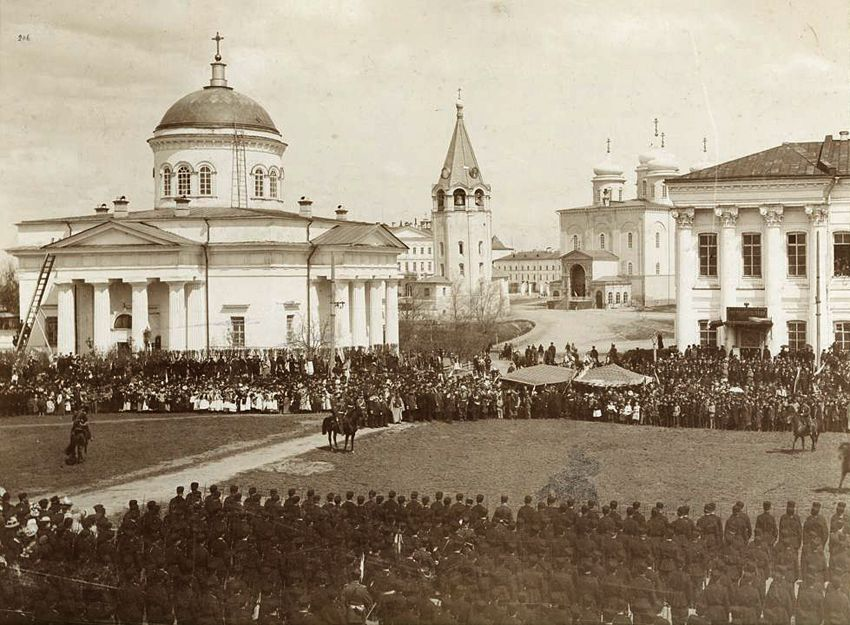
Inspektion av trupper från den lokala garnisonen i Nizjnij Novgorod, Ryssland, 1914.

Garnison (av frankiska garir, germ. werjan, jfr [av]värja, även fr. garnir förse, utrusta), sammanfattningen av alla de trupper, vilka är förlagda, "garnisonerade", inom samma stad, fästning eller annan ort (garnisonsort). All den tjänstgöring, som avser ordningens upprätthållande, vaktgöring, parader, gudstjänster o.s.v. sammanfattas vanligen under benämningen garnisonstjänst.
Enligt Försvarsmaktens hemsida är garnison en form av paraplyorganisation för den samlade militära närvaron på en ort eller plats och används som benämning för all militär verksamhet som bedrivs på samma ställe. Under senare delen av 1900-talet har militära staber, förband, skolor och flottiljer som varit förlagda på samma ort, samlats inom en garnison. Vanligtvis är det ortens namn som givit namn till garnisonen, exempelvis Bodens garnison eller Göteborgs garnison.

## Internationellt
Ordet garnison förekommer i flera utländska arméer i åtskilliga sammansättningar.
T.ex. i Israel är en garnisonerad enhet (hebreiska: חיל מצב; cheil matzav) en reguljär enhet för försvar av en specifik zon, stad, provins, fort eller till och med en enskild byggnad.

## Svenska garnisoner
Till garnisonens förstärkande i sådana svenska garnisonsorter, där den varit för svag för ändamålet, har förr garnisonskommenderingar ur de indelta trupperna utgått, så länge dessa fanns i tillräcklig styrka. Trupper, uteslutande avsedda för garnisonstjänst, s.k. garnisonstrupper, bildas, vanligen endast under krigstid, av det till fältbruk minst lämpliga manskapet.
Garnisonerande eller ständigt tjänstgörande kallades förr i Sverige de tidigare värvade trupperna, vilka befann sig i ständig tjänstgöring. Detta till skillnad från de icke garnisonerande, de tidigare indelta trupperna, vilkas personal var hemförlovad mellan de årligen återkommande vapenövningarna.

### 1900-talet
Under senare delen av 1900-talet har militära staber, förband, skolor och flottiljer som varit förlagda på samma ort, samlats inom en garnison. Ortens namn har vanligtvis bildat namnet på garnisonen, t.ex. Östersunds garnison. Garnisonschefen var vanligtvis chef för något av de ingående förbanden inom garnisonen. Orter i Sverige som är kända och varit betydande garnisonsorter är bland andra Boden, Eksjö, Halmstad, Hässleholm, Karlskrona, Kristianstad, Linköping, Skövde, Sollefteå, Strängnäs, Visby, Uppsala och Östersund. På dessa orter har försvarsmakten varit en av de större arbetsgivarna.

### 2000-talet
En garnison inom Försvarsmakten utgörs av organisationsenheter, verksamheter och resurser inom en eller flera definierade geografiska områden. Den samordning som ska ske inom en garnison leds av en garnisonschef.